# Ugod
Ugod je velká vesnice v Maďarsku v župě Veszprém, spadající pod okres Pápa. Nachází se asi 11 km východně od Pápy, 38 km severozápadně od Zircu a 40 km severovýchodně od Ajky. V roce 2015 zde žilo 1389 obyvatel, z nichž 92,8 % tvoří Maďaři.
Kromě hlavní části Ugod zahrnuje i malé části Boldiszártánya, Dióspuszta, Franciavágás, Hubertlak, Huszárokelőpuszta a Irtáspuszta.
Ugod leží na silnici 8303. Je přímo silničně spojen s obcemi Bakonykoppány, Béb, Csót a Homokbödöge. Ugodem protéká potok Öreg-Séd, který se vlévá do potoka Gerence. Ten je přítokem řeky Marcal.
Do území Ugodu spadá část Bakoňského lesa. V něm se nachází kopec Durrantós (425 m) a několik archeologických nalezišť.
V Ugodu se nachází katolický kostel svatého Petra a Pavla. Nachází se zde též hřbitov, hřiště, škola, hospoda, restaurace, tři malé obchody, bufet, lékárna, pošta a hotel.